# Teacher's Pet (1958)
Teacher's Pet é um filme estadunidense de 1958, do gênero comédia, dirigido por George Seaton e estrelado por Clark Gable e Doris Day. O filme é valorizado por Gable, um veterano de vinte e cinco anos de estrelato mas ainda forte nas bilheterias, e Doris Day, a comediante mais popular da época. A elogiada atuação de Gig Young, no entanto, além de quase roubar o filme, deu-lhe uma indicação ao Oscar de Melhor Ator Coadjuvante. O roteiro também recebeu uma indicação, na categoria Melhor Roteiro Original.

## Sinopse
James Gannon é um experiente redator jornalista autodidata, que não acredita que a profissão possa ser ensinada em universidades. Quando seu chefe ordena-lhe que peça desculpas à professora Erica Stone por ter se recusado a dar uma palestra no curso dela, Gannon vai até a universidade e acaba por matricular-se com o nome de James Gallangher (o que vem muito a propósito, porque Erica não o conhece e está contrariada com ele pela recusa) e parte para o confronto contra os métodos acadêmicos da professora. Aos poucos, porém, ele vai mudando de opinião sobre ela, e, por fim, preso no anzol de Cupido, tem de enfrentar um obstáculo para chegar ao coração da moça: seu rival, o sabe-tudo psicólogo metido a intelectual Hugo Pine.

## Elenco
| Ator/Atriz      | Personagem    |
| --------------- | ------------- |
| Clark Gable     | James Gannon  |
| Doris Day       | Erica Stone   |
| Gig Young       | Hugo Pine     |
| Mamie Van Doren | Peggy DeFore  |
| Nick Adams      | Barney Kovac  |
| Peter Baldwin   | Harold Miller |
| Marion Ross     | Katy Fuller   |
| Charles Lane    | Roy           |

## Principais premiações
| Prêmio       | Categoria                                                                          | Situação |
| ------------ | ---------------------------------------------------------------------------------- | -------- |
| Oscar        | Melhor Ator Coadjuvante (Gig Young) Melhor Roteiro Original                        | Indicado |
| DGA          | Melhor Diretor                                                                     | Indicado |
| Golden Globe | Melhor Ator de Comédias/Musicais (Clark Gable) Melhor Ator Coadjuvante (Gig Young) | Indicado |
| WGA          | Melhor Roteiro de Comédias                                                         | Indicado |